# Tromsøbegravelsen
Tromsøbegravelsen er en vigtig samling af vikingegenstande fra 600-700-tallet, der blev fundet nær Tromsø i Nordnorge i slutningen af 1800-tallet. Siden 1900 har en del af genstandene været en del af British Museums udstilling om tidlig middelalder og vikingetid.

## Opdagelse
Gruppen af smykker blev fundet i en kvindegrav nær Tromsø i slutningen af 1800-tallet af den engelske eventyrer Arnold Pike, der også brugte vinteren 1888/89 på at udforske øen Spitsbergen. Pike skulle have udgravet adskillige gravhøje på øen Tussøya, hvor vikingegraven blev fundet. Den nærmere beliggenhed er dog usikker. Alle genstandene fra kvindegraven blev købt af British Museum i 1900.

## Beskrivelse
Fundet består af forskellige smykker, der er fremstillet i forskellige dele af Europa. To brocher er typisk skandinaviske i design, men har mønstrede millefioriglasperler importeret fra frankiske kongeriger. En oval vikingebroche er dekoreret med et komplekst indlagt mønster og en form for dyr, der krydser bagbenene. Andre genstande inkluderer en forgyldt kobberbroche, tre typer bjergkystal-perler, en tenvægt og en halskæde der består af 22 glasperler.

## Yderligere læsning
- Marzinzik S, "Masterpieces: Early Medieval Art", (London, British Museum Press, 2013)
- Graham-Campbell J, Viking Artefacts: A Select Catalogue, (London, British Museum Press, 1980)
- Graham-Campbell J, Viking Art, Thames & Hudson, 2013
- Williams, G., Pentz, P. and Wemhoff, M. (eds), Vikings: Life and Legend, (London, British Museum Press, 2014)